# Eurostar
A Eurostar vagy más néven TGV TMST, vagy a British Rail 373 sorozat egy motorvonat-sorozat, mellyel a Eurostar vasúttársaság a Brit-szigetet az európai szárazfölddel összekötő Csatorna-alagúton átmenő nemzetközi vasúti személyszállítást bonyolítja le.

## Jellemzők
A Eurostar szerelvények az Alstom által gyártott, a TGV technológiáján alapuló villamos motorvonatok. Alapvető különbség a TGV-hez képest a keskenyebb brit űrszelvénynek megfelelő kisebb keresztszelvény, a megnövelt tűzvédelem a csatorna alatti utazáshoz, valamint a több áramrendszer.
A Eurostar a francia és angol nagysebességű hálózaton, valamint az alagútban 25 kV 50 Hz AC áramot, Belgiumban 3 kV DC, a régi brit vonalon pedig 750 V DC áramot használ, utóbbit a harmadik sínből kapja. A szerelvény engedélyezett sebessége 300 km/h (rekord: 334,7 km/h), maximális teljesítmény 12 MW. A vonat brit besorolása Class 373, amely a brit vasutak egyben leghosszabb (394 méter) és leggyorsabb vonata.
A nemzetközi viszonylatban közlekedő vonatok a Three Capitals nevet kapták, 20 kocsiból állnak (vonófej – 5 db másodosztályú kocsi – büfé kocsi – 6 db első osztályú kocsi – büfé kocsi – 5 db másodosztályú kocsi – vonófej). A teljes szerelvény kapacitása 750 férőhely, amelyből 206 első, 544 pedig másodosztály.
A kocsik tágasak és viszonylag tiszták. Az ajtó mellett nagy rekeszek találhatók a poggyásznak, a kocsiban már csak kevés pakolófelület van a székek felett a fal mentén. A székek kényelmesek, magas fejtámasszal (ami oldalról is tart – az alváshoz). Az előttünk lévő székben lehajtható asztal, és kihajtható lábtámasz. A padló egészen fel az ablak síkjáig és az egész plafon szőnyegszerű anyaggal van burkolva. A büfékocsi kialakítása egyszerű, csak állóhelyek vannak, nincs étterem rész. A klimatizált utastér hő- és hangszigetelt, alacsonyabb sebesség mellett szinte hangtalan, de maximális sebesség mellett is csak halk moraj hallható.

## Érdekességek
A motorvonat szerepel a Transport Tycoon Deluxe nevű játékprogramban is, mint "Asiastar".

## Képek

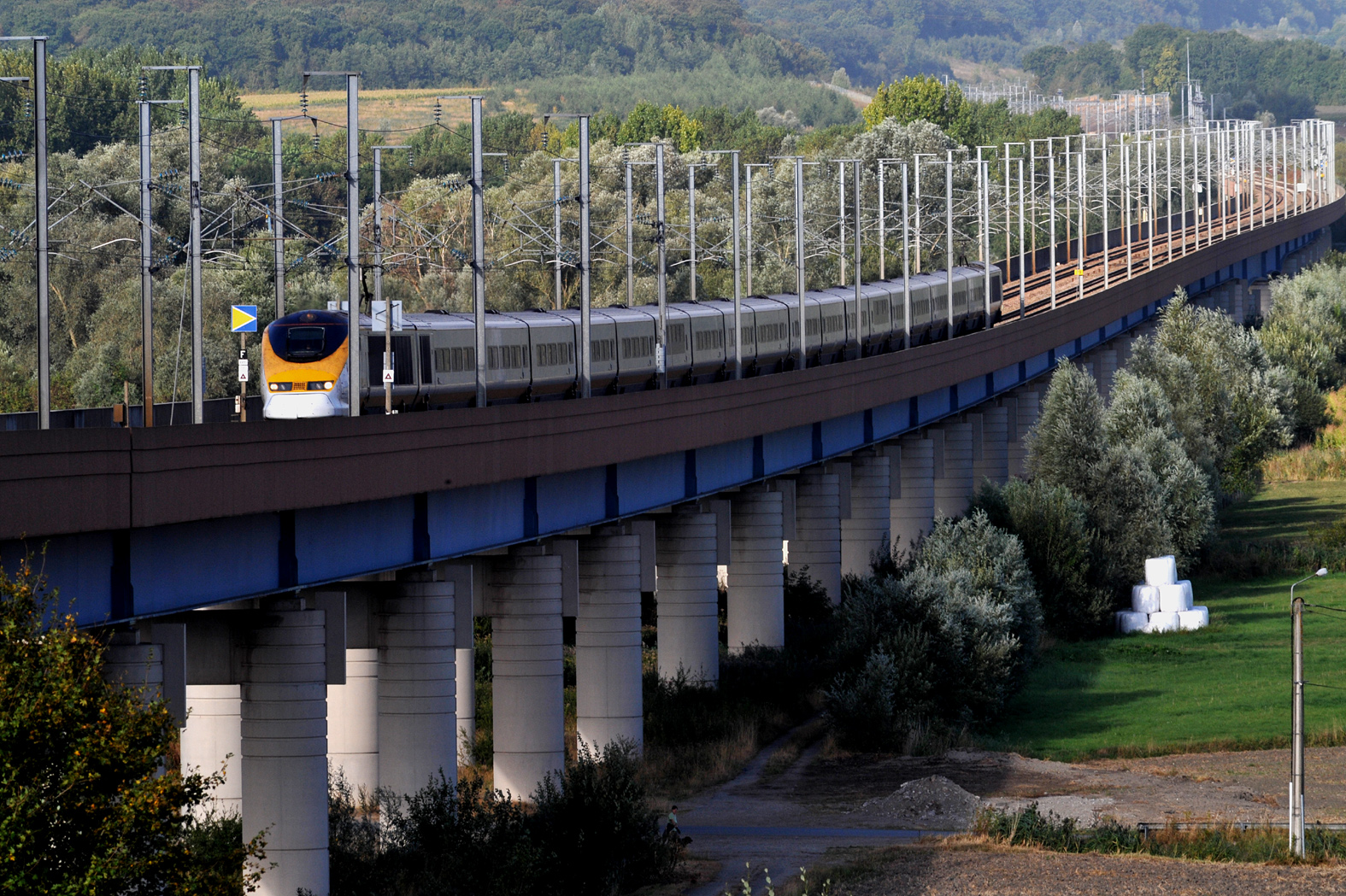
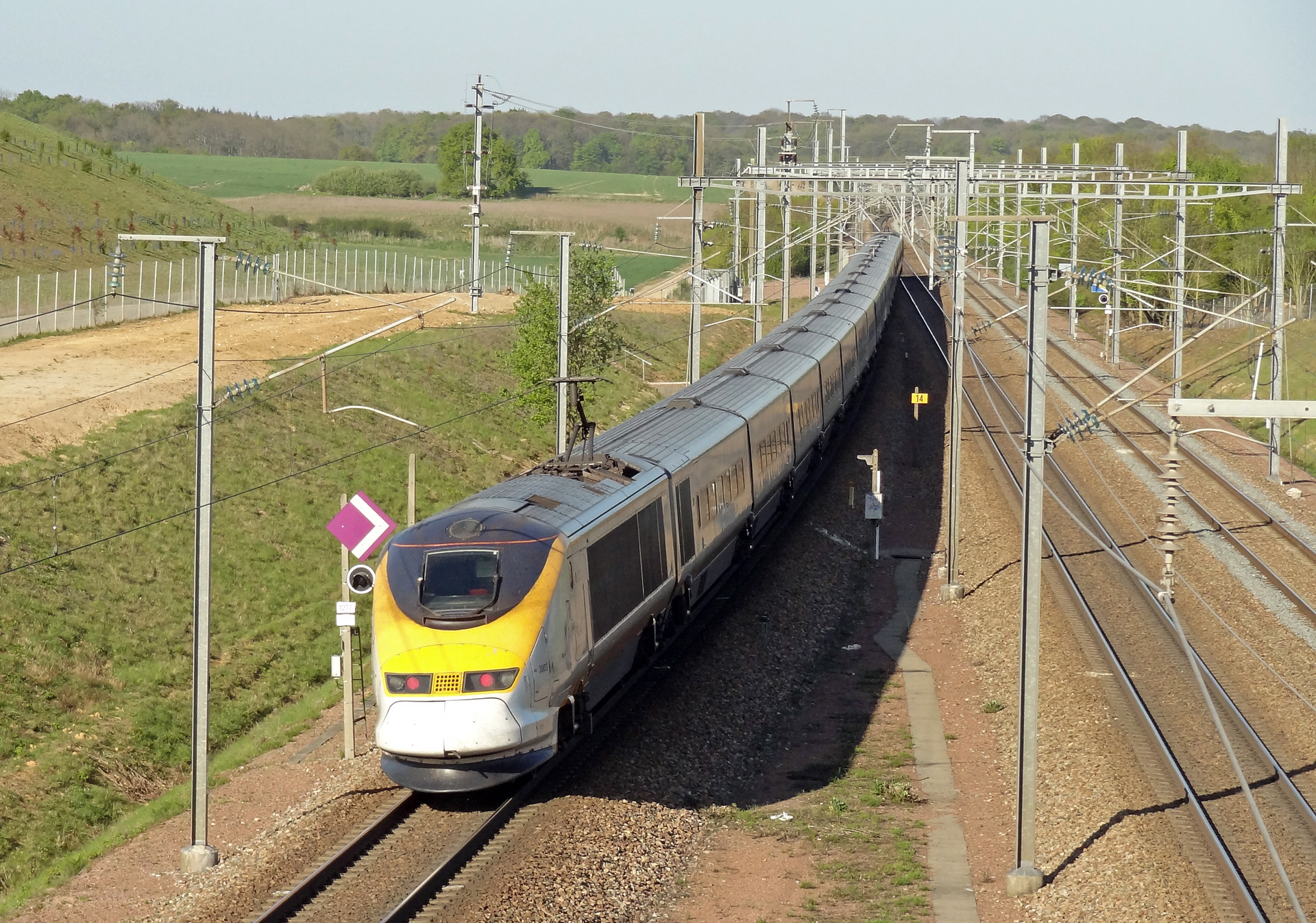
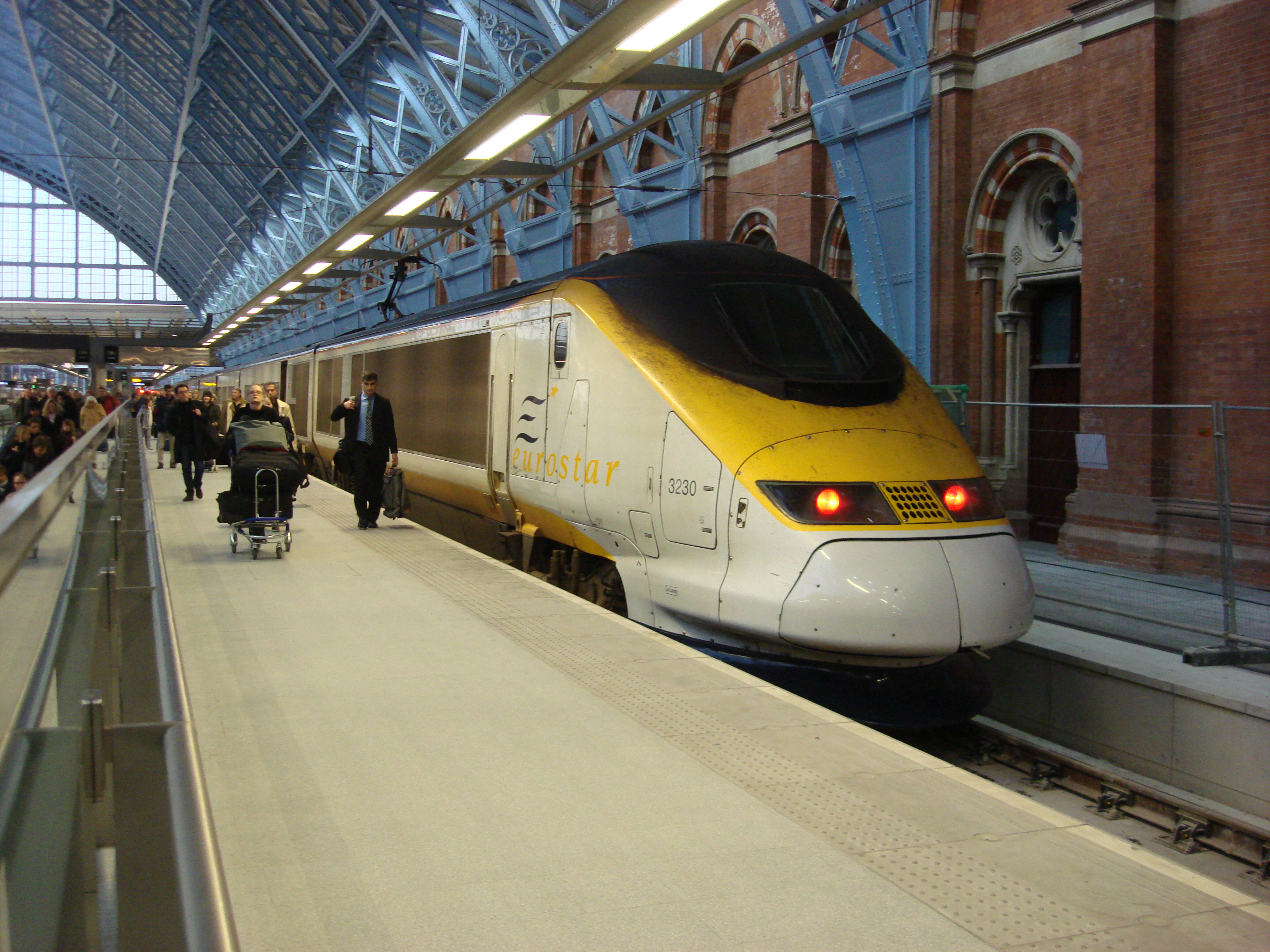
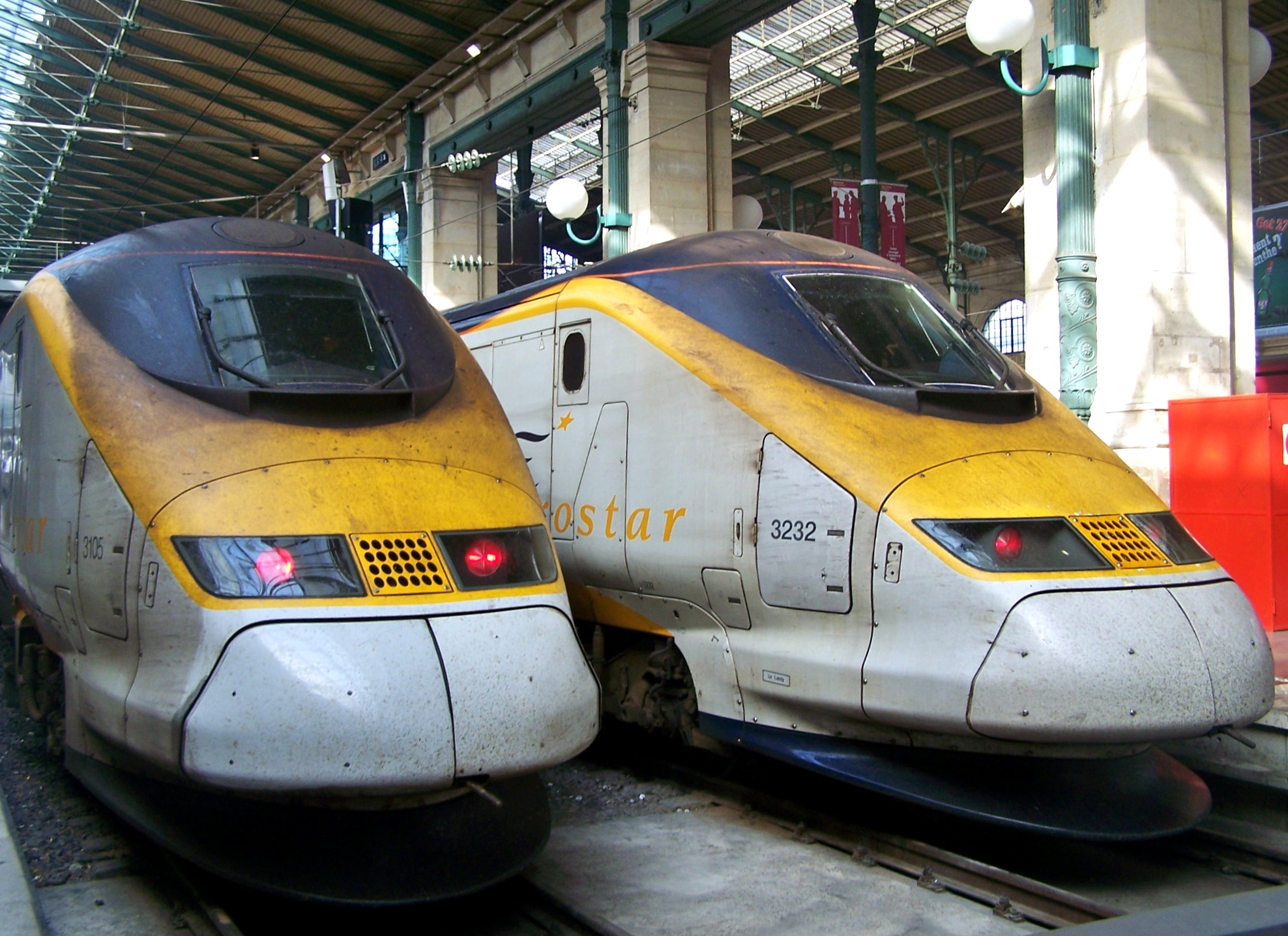